# Robert Reich
Robert Reich (3. března 1920 Brno – únor 1945 Brno) byl československý důstojník židovského původu, odbojář popravený nacisty.

## Život

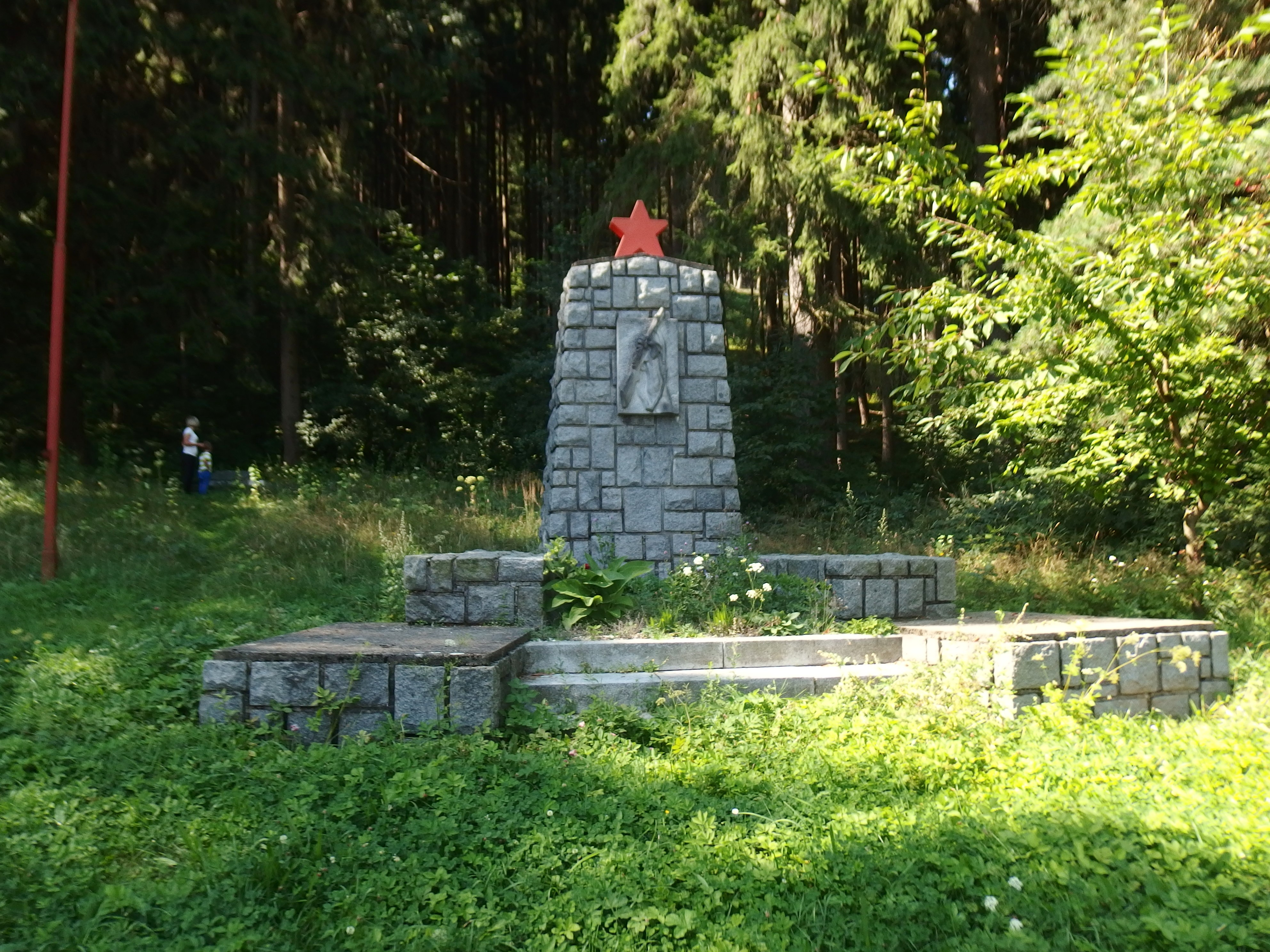
Pomník výsadku Komenský v místě jeho likvidace u Předního Arnoštova

Narodil se 3. března 1920 v Brně. Po absolvování reálného gymnázia začal pracovat jako úředník na železnici. V říjnu 1939 byl zařazen do jednoho z prvních židovských transportů z území protektorátu Čechy a Morava, který byl vypraven z Ostravy a který směřoval do Niska. Zde měl spolu s dalšími budovat koncentrační tábor. Nedlouho po příjezdu jej asi společně asi se skupinou 600 dalších vězňů odvedli dozorci SS k hranici Sovětského svazu, kde do nich začali střílet. Robert Reich byl jedním z mála přeživších, kterým se podařilo i přes palbu sovětských pohraničníků překonat hranici, za kterou byl internován. V roce 1942 se vstoupil do československého armádního sboru, absolvoval boje u Sokolova, Kyjeva, Bílé Cerekve a o Dukelský průsmyk. V době bojů o Duklu již měl hodnost podporučíka a velel praporu, ale byl vyšetřován pro zbabělost a to v souvislosti s neúspěšným atakem na německá postavení před městem Dukla. Dobrovolně se však přihlásil k plnění zvláštních úkolů v týlu nepřítele, byl přijat a absolvoval partyzánský výcvik v Obarově u Rovna, kde se i oženil. Dne 21. ledna 1945 odstartoval jako člen desetičlenného výsadku Komenský z Řešova. Účel výsadku není přesně znám, ale jeho umístění na pomezí protektorátu a Sudet a účast etnických Němců v něm napovídá, že měl být cílen na zapojení místních německých antifašistů. Výsadek byl proveden po půlnoci 22. ledna u obce Pohledy. Velmi rychle došlo k jeho prozrazení a vyslání pátracích jednotek pod velením kriminálního rady brněnského gestapa Huga Römera. K prvnímu obklíčení došlo u lokality Zadní Hora u obce Březina, ale výsadku se podařilo vyváznout. Na místě ale zůstal postřelený Robert Reich, který byl zadržen. Jeho první výslech proběhl v Bělé u Jevíčka přičemž byl v jeho uniformě československého důstojníka nalezen průkaz politického komisaře a řidič gestapa prozradil jeho židovský původ, protože ho znal z předválečného Brna. Robert Reich byl vyslýchán krutě, ale o výsadku prozradil jen to, co už Němci věděli. Ten byl znovu obklíčen u Předního Arnoštova a zlikvidován. Robert Reich byl neošetřený vězněn v Kounicových kolejích, dále mučen a po několika týdnech zastřelen. I přes svůj fatální stav sděloval spoluvězňům informace o postupu východní fronty a dával naději v brzké osvobození. Robertu Reichovi byl 8. října 2019 před domem Přízova 14 v Brně, kde bydlel, vložen kámen zmizelých.